# Peter Schmidt (malarz)
Peter Schmidt von Lichtenberg (ur. 1583 w Lichtenbergu, zm. 13 kwietnia 1625 we Wrocławiu) – malarz i rysownik niemiecki. 

## Życie i twórczość
Wczesne lata spędził w Dreźnie i Pradze a od 1610 przebywał w Gdańsku. W 1613 roku przeprowadził się, już jako wykształcony artysta, do Wrocławia. W tym samym roku, po stworzeniu obrazu Narodzenie Chrystusa, otrzymał tytuł mistrzowski. W 1613 roku ożenił się z Marią, córką malarza Bartholomeusa Strobla starszego.